# Benefits Supervisor Sleeping
Benefits Supervisor Sleeping est une huile sur toile de Lucian Freud de 1995.

## Description
L'œuvre représentant une femme obèse nue couchée sur un canapé. C'est un portrait de Sue Tilley, pesant alors environ 127 kg, conseillère d'un centre d'emploi. Tilley est l'auteur d'une biographie de l'artiste australien Leigh Bowery intitulée Leigh Bowery, The Life and Times of an Icon. Tilley a été présentée à Freud par Bowery, qui posait déjà comme modèle pour lui. Freud a peint un certain nombre de grands portraits d'elle autour de la période 1994-1996 et en est venu à l'appeler Big Sue. Il a dit de son corps « C'est de la chair sans muscle et elle a développé une texture d'un genre différent en portant une chose tellement lourde. »

## Vente
La peinture a détenu le record du monde du prix le plus élevé payé pour une peinture d'un artiste vivant, soit 33,6 millions de dollars. Il a été vendu par Christie's à New York en mai 2008 à Roman Abramovitch.
Le tableau a été exposé deux fois à la Flowers Gallery :
- 1996 : Naked – Flowers East at London Fields
- 1997 : British Figurative Art - Part 1: Painting at Flowers East